# Садки (Смоленская область)
Садки́ — деревня в Смоленской области России, в Ельнинском районе. Население — 15 жителей (2007 год) Расположена в юго-восточной части области в 8,5 км к северо-западу от города Ельня, в 8 км севернее автодороги Р96 Новоалександровский(А101) — Спас-Деменск — Ельня — Починок, в 8,5 км к западу от автодороги Р137 Сафоново — Рославль. В 3 км южнее деревни железнодорожная станция Нежода на линии Смоленск — Сухиничи. Входит в состав Леонидовского сельского поселения.

## Экономика
Сельхозпредприятие «Альфа».